# 35-й егерский полк
35-й егерский полк

## Места дислокации
В 1820 году — м. Линцы. Полк входил в состав 18-й пехотной дивизии. 

## Формирование полка
Сформирован 19 октября 1810 г. из Софийского мушкетёрского полка; 18 декабря 1819 г. назван 26-м егерским. По упразднении егерских полков 28 января 1833 г. присоединён к Казанскому пехотному полку. Старшинство 35-го (26-го) егерского полка сохранено не было.
Почти всё время своего существования полк находился в гарнизоне Архангельска, где нёс службу по охране верфей, портов и прочих казённых заведений.
Знаков отличия 35-й егерский полк не имел.

## Шефы полка
- 19.10.1810 — 01.09.1814 — генерал-майор Нилус, Пётр Богданович

## Командиры полка
- 09.08.1811 — 10.01.1812 — майор Плеханов, Матвей Васильевич
- 15.03.1812 — ? — майор (с 30.08.1816 подполковник, с 07.01.1818 полковник) Мельгунов, Пётр Ионович 1-й
- в 1820 — подполковник Барышников